# كيرن ميرفي (دراج)
كيرن ميرفي (بالإنجليزية: Kieran Murphy)‏ هو دراج أسترالي، ولد في 3 أغسطس 1992.